# Болозново
Болозново — опустевшая деревня в Кирилловском районе Вологодской области России. Входит в состав Чарозерского сельского поселения, с точки зрения административно-территориального деления — в Чарозерский сельсовет.
По данным переписи в 2002 году постоянного населения не было.

## География
Расстояние по автодороге до районного центра Кириллова — 90 км, до центра муниципального образования Чарозера — 6 км. Ближайшие населённые пункты — Исаково, Невашово, Лохта.

## Население
| 2010 |
| ---- |
| 0    |